# Rainier III Grimaldi
Rainier III, właśc. Rainier Louis Henri Maxence Bertrand Grimaldi (ur. 31 maja 1923 w Monako, zm. 6 kwietnia 2005 tamże) – 13. książę Monako z dynastii Grimaldich od 9 maja 1949 do 6 kwietnia 2005, syn Pierre’a, księcia Valentinois i jego małżonki, Charlotte, księżnej Valentinois.

## Powiązania rodzinne i edukacja
Urodził się 31 maja 1923 w Monako. Jego rodzicami byli Pierre, książę Valentinois, urodzony jako hrabia z francuskiej dynastii de Polignac, i jego żona Charlotte, księżna Valentinois i jedyne dziecko króla Ludwika II. Miał starszą siostrę, Antoinette, baronową Massy. Jego dziadkami byli: Maxence i Susana, hrabia i hrabina Polignac (ze strony ojca) oraz Ludwik II i Maria Louvet pochodząca z Algierii (ze strony matki). Poprzez małżeństwo dziadka jego przybraną babką była Gizela, księżna Monako.
W czasie chrztu świętego otrzymał imiona Rainier Louis Henri Maxence Bertrand, wszystkie na cześć swoich bezpośrednich przodków, w tym obydwu dziadków.
Choć genealogicznie należał do dynastii de Polignac, z której pochodził jego ojciec, to nosił rodowe nazwisko władców Monako (Grimaldi) i takie noszą jego potomkowie w linii męskiej. Dzieci Rainiera III pozostają w linii sukcesji do tytułu księcia Polignac.

### Edukacja
Zgodnie z wolą ojca, rozpoczął naukę w Anglii – był uczniem prestiżowych szkół publicznych: Summerfields w St Leonards-On-Sea w Sussex i Stowe w Buckinghamshire. Od 1939 uczęszczał do Institut Le Rosey w Rolle i Gstaad. W 1943 ukończył studia na uniwersytecie w Montpellier i otrzymał tytuł naukowy ze sztuki. Pobierał też nauki w Instytucie Nauk Politycznych w Paryżu.

## Członek rodziny książęcej
Matka księcia Rainiera była jedynym dzieckiem następcy tronu, księcia Ludwika, a jednocześnie jego nieślubnym dzieckiem, dlatego nosiła nazwisko matki (Louvet), poza tym nie miała praw do dziedziczenia monakijskiego tronu po dziadku i ojcu. Panujący książę Albert I nie zgadzał się na ślub syna z matką jego córki. Książę Ludwik adoptował dziewczynę i uczynił ją swoją sukcesorką. Gdyby nie posiadał żadnego legalnego potomka, monakijski tron zostałby przejęty przez jego niemieckich kuzynów z dynastii Wirtemberskiej, książąt Urach. Charlotte od 1918 oficjalnie należała do monakijskiej rodziny książęcej. Na jej męża wybrano francuskiego arystokratę, hrabiego Pierre’a de Polignaca, który przyjął nazwisko żony. Para miała dwoje dzieci, które zapewniły dalszą sukcesję tronu wśród dynastii Grimaldich.
Książę Rainier od początku wychowywany był na przyszłego władcę, bo choć był młodszy od swojej siostry, to – zgodnie z prawem primogenitury – jemu miał przypaść tron po matce. Wkrótce po jego narodzinach stosunki pomiędzy księżną Charlotte i księciem Pierre’em uległy znacznemu pogorszeniu. Matka wdawała się w kolejne romanse, a ojciec posądzany był o homoseksualizm. Dodatkowo pogłębiał się konflikt pomiędzy Polignakiem a jego teściem – panujący od 1922 książę Ludwik zmuszony został przez Zgromadzenie Narodowe do abdykacji na rzecz zięcia, bo zarzucano mu brak dbałości o interesy państwa. Pod koniec lat 20. księżna Valentinois uciekła z Monako razem ze swoim włoskim kochankiem, zostawiając dzieci pod opieką dziadka. W 1930 w Paryżu ogłoszono separację małżonków, a trzy lata później Ludwik udzielił córce rozwodu. Zgodnie z postanowieniami sądowymi, książę Rainier i księżniczka Antoinette mieli pozostawać pod opieką ojca, a tylko wakacje spędzać z matką. Dodatkowo nałożono na księcia Pierre’a banicję, która obowiązywała na terenie Monako. Hrabia powrócił do Francji.
Ojciec zdecydował, że książę Rainier będzie się uczył w jednej ze znanych brytyjskich szkół, ale chłopiec nie chciał tam przebywać, co doprowadziło do kolejnego konfliktu między Pierre’em a Ludwikiem. Ostatecznie to władca Monako wygrał sprawę sądową i dzieci wróciły do Monte Carlo. W tym czasie księżniczka Antoinette obraziła się na ojca, oskarżając go o egoizm w postępowaniu z bratem. Do kolejne nieporozumienia doszło w 1936, kiedy to książę Pierre uprowadził swoją córkę, domagając się poszanowania wyroku sądu, który to jemu przyznał opiekę nad dziećmi. Książę Valentinois nie chciał, by jego potomków wychowywał markiz Carlo Strozzi, ówczesny kochanek Charlotte.
Antoinette i Rainier zamieszkali w Monako. Książę utrzymywał z ojcem kontakt listowny, co doprowadziło do znacznej poprawy ich stosunków. Oboje byli załamani, gdy korespondencja urwała się na czas II wojny światowej.

### Następca tronu
Tymczasem księżna Valentinois usilnie starała się uzyskać kościelne stwierdzenie nieważności małżeństwa z hrabią Polignakiem, aby móc wziąć ślub z markizem Strozzim. Rząd francuski odmówił jej jednak pomocy. Charlotte uznała, że wydając na świat dwoje potomków wypełniła swój obowiązek i postanowiła zrzec się praw do tronu na rzecz swojego syna. Tak też zrobiła 30 maja 1944, czyniąc Rainiera pierwszym w linii sukcesji. Spowodowało to konflikt pomiędzy matką i bratem a księżniczką Antoinette, która jako starsza rościła sobie prawa do objęcia w przyszłości władzy w państwie. Decyzję księżnej oficjalnie uzasadniono tym, że katoliccy poddani w Monako nie zaakceptują na tronie rozwódki, pochodzącej na dodatek z nieprawego łoża.

### II wojna światowa
28 września 1944, chcąc zrekompensować proniemiecką politykę swojego dziadka, Rainier Grimaldi zaciągnął się do Francuskiej Armii Wyzwolenia. W stopniu szeregowego walczył w 7. Pułku Strzelców Algierskich w Alzacji. Za zasługi otrzymał Legię Honorową V klasy (w 1947), francuski Krzyż Wojenny 1939–1945 ze srebrną gwiazdą, belgijski Krzyż Wojenny 1940–1945 z palmą i amerykańską Brązową Gwiazdę. W kwietniu 1949 otrzymał awans do stopnia kapitana Francuskich Sił Zbrojnych a w grudniu 1954 pułkownika.

### Książę Monako
9 maja 1949 zmarł książę Ludwik II i nowym władcą został książę Rainier III. Za jego następczynię uważano księżną Charlotte, ale oficjalnie w tym czasie nikt w księstwie nie nosił tytułu dziedzicznego księcia lub dziedzicznej księżnej. Poprzedni władcy Monako noszący to imię to senior Rainier I w latach 1304–1314 i senior Rainier II w latach 1350–1407.
Jedną z pierwszych decyzji nowego panującego było zdjęcie banicji nałożonej kilkanaście lat wcześniej na jego ojca. Książę Pierre był zapraszany do Monte Carlo, uczestniczył we wszystkich ważnych uroczystościach, a pierwszą z nich była koronacja syna w 1950. To właśnie przy takich okazjach dochodziło do spotkań księcia i księżnej Valentinois.
W grudniu 1951 księżniczka Antoinette wzięła ślub z ojcem dwójki swoich dzieci, Elżbiety i Krystiana (automatycznie mogły zostać one wpisane do linii sukcesji jako legalni potomkowie) i zaczęła ponownie rościć sobie prawa do przejęcia monakijskiego tronu. Jako powód podawała to, że ma syna, który mógłby w przyszłości przedłużyć dynastię. Szanse baronowej Massy i jej potomków na objęcie władzy znacznie zmalały w 1957, kiedy urodziła się księżniczka Karolina i rok później, gdy na świat przyszedł książę Albert. Sytuacja doprowadziła do konfliktu pomiędzy Antoinette a jej bratową, księżną Grace i zakończyła się wygnaniem baronowej z pałacu.
12 czerwca 1957 razem z rodziną poleciał do Sztokholmu, by odwiedzić swojego ojca, który był tam hospitalizowany od czterech tygodni.
W 1962 przeforsował zmiany w konstytucji kraju, znacznie ograniczając rolę przywódcy. Swój udział we władzy miało mieć odtąd osiemnastoosobowe Zgromadzenie Narodowe.
Był zwolennikiem monarchii, w lutym 1984 w Nowym Jorku wygłosił przemowę, w której uznał, że świat potrzebuje więcej monarchów, by uniknąć problemów, z jakimi borykają się republiki.
9 maja 1999 obchodził 50. rocznicę objęcia tronu. Obiecał, że abdykuje na rzecz swojego syna, ale nigdy do tego nie doszło.
W 2002 książę Rainier, zaniepokojony utrzymującym się stanem kawalerskim swojego syna, zdecydował się na modyfikację przepisów, dotyczących dziedziczenia tronu. Usunął zapis o tym, że w linii sukcesji mogą znajdować się dzieci adoptowane. Określił, że osobami uprawnionymi do miejsca w kolejce do tronu będą legalni potomkowie panującego władcy, jego rodzeństwo, i legalni potomkowie jego rodzeństwa. Oznaczało to, że po jego śmierci linia sukcesji nie pozostanie pusta (a stało by się tak, bo dotychczas mogli się w niej znajdować wyłącznie dynastyczni descendenci władcy - których książę Albert wówczas nie posiadał), a znajdą się w niej także jego dwie córki i ich dzieci. Jeżeli linia Grimaldich wygaśnie, to decyzją Zgromadzenia Narodowego tron może zostać przekazany osobie spokrewnionej w dalszym stopniu z panującą rodziną.
Rainier III objął władzę w kraju zaledwie kilka lat po zakończeniu II wojny światowej. Monako utrzymywane było wówczas głównie z zysków z hazardu i z tego było znane wśród europejskich śmietanki towarzyskiej. Grimaldi zdecydował o promowaniu państwa jako raju podatkowego, doprowadził do rozwoju centrów biznesowych, przedstawiał księstwo jako atrakcyjne dla deweloperów i turystów.
Jako członek rodziny książęcej uczestniczył w oficjalnych uroczystościach królewskich, do których należały:
- ślub Jana Karola, księcia Asturii z księżniczką Zofią z Grecji i Danii (1962)
- ślub Anny, księżniczki królewskiej z Markiem Phillipsem (1973).

## Życie prywatne
Książę Rainier był atrakcyjnym mężczyzną i miał powodzenie wśród kobiet. Jego przyszła małżonka, poza nienaganną opinią, musiała mu również zapewnić potomstwo, które objęłoby w przyszłości rządy w kraju. Jedną z kandydatek na miejsce księżnej była amerykańska aktorka Marilyn Monroe. Przez kilka lat związany był z francuską aktorką Gisele Pascal, ale temu małżeństwu sprzeciwiał się jego ojciec.
Następca tronu poznał Grace Kelly, amerykańską aktorkę, podczas festiwalu w Cannes w 1955 roku. Została ona zaproszona do udziału w sesji zdjęciowej w Pałacu Książęcym. Była wówczas jedną z najważniejszych postaci amerykańskiej delegacji do Francji. Rainier i Grace zostali parą. Książę oświadczył się jej podczas podróży do Stanów Zjednoczonych. 4 stycznia 1956 roku ogłoszono ich zaręczyny. Komunikat nadany w tej sprawie brzmiał: Jego Książęca Wysokość, Rainier III, Książę Monako, ma zaszczyt ogłosić jego zaręczyny z Panną Grace Kelly, córką Państwa John B. Kelly z Filadelfii.
Ceremonia zaślubin cywilnych miała miejsce w Monako dnia 18 kwietnia, dzień później w Katedrze Św. Mikołaja odbyły się uroczystości religijne. Wśród zaproszonych gości znajdowali się rodzice pana młodego i panny młodej, jego przybrana babcia, księżna Gizela, księżniczka Antoinette, hrabia Charles de Polignac, stryj księcia; spośród zagranicznych rodzin królewskich zaproszenie przyjęli: Faruk I, król Egiptu., Aga Khan i Umberto II, król Włoch. Królowa Elżbieta zgodnie z protokołem odmówiła przyjazdu do Monte Carlo, ponieważ nigdy wcześniej nie spotkała narzeczonych. Wszystkie najważniejsze europejskie stacje telewizyjne przeprowadziły relację z wydarzenia. Grace otrzymała tytuł Jej Książęcej Wysokości Księżnej Monako. Był to największy ślub w księstwie w XX wieku, do którego porównywano uroczystości z 2011 roku, kiedy to książę Albert wstąpił w związek małżeński z Charlene Wittstock.
Małżonkowie spędzili miesiąc miodowy pływając jachtem po Morzu Śródziemnym.
23 stycznia 1957, dziewięć miesięcy po swoim ślubie, księżna Monako urodziła o godzinie 9:32 w Monte Carlo swoje pierwsze dziecko i nową następczynię monakijskiego tronu. Dziewczynka otrzymała imiona Karolina Ludwika Małgorzata i tytuł dziedzicznej księżnej Monako. Książę Rainier poinformował oficjalnie o narodzinach córki, pierwszy telefon wykonał do swojej matki, księżnej Valentinois, która mieszkała wówczas w północnej Francji, a potem udał się na modlitwę do kaplicy.
Pojawienie się na świecie księżniczki Karoliny doprowadziło do pogłębienia konfliktu pomiędzy księciem i księżną Monako a Antoinette, baronową Massy. Siostra księcia Rainiera uważała, że to ona powinna zostać następczynią tronu, ponieważ jest najstarsza z rodzeństwa i ma syna, który zapewniłby dalszą sukcesję władzy w państwie.
Latem 1957 pojawiły się informacje mówiące o tym, że Grace jest w kolejnej ciąży. Media sugerowały się zaokrągloną figurą władczyni podczas jednego z jej oficjalnych wystąpień w Rzymie oraz zdjęciami z rodzinnych wakacji w Szwajcarii. Kilka miesięcy wcześniej książę Rainier zmuszony był dementować pogłoski o błogosławionym stanie swojej żony. Tym razem doniesienia okazały się prawdziwe i 20 września Pałac Książęcy przyznał, że drugie dziecko Grace i Rainiera jest już w drodze.
14 marca 1958 o godzinie 10:48 para książęca została rodzicami chłopca, który otrzymał imiona Albert Aleksander Ludwik Pierre. Były to bardzo oczekiwane narodziny w niewielkim księstwie, ponieważ pojawienie się na świecie syna zapewniło ciągłość sukcesji tronu Monako w linii męskiej. Książę Albert, który został dziedzicznym księciem Monako, zajął w linii sukcesji miejsce przed swoją starszą siostrą i nie mógł zostać wyprzedzony przez żadne ze swojego ewentualnego przyszłego rodzeństwa. Znacznie zmalały też szanse na przejęcie władzy w kraju przez rodzinę baronowej Massy.
14 sierpnia 1964 Pałac Książęcy podał do informacji, że księżna Grace spodziewa się narodzin swojego trzeciego dziecka w lutym następnego roku. 2 lutego 1965 na świat przyszła księżniczka Stefania Maria Elżbieta. Dziewczynka zajęła trzecie miejsce w linii sukcesji monakijskiego tronu, tuż za swoim starszym rodzeństwem.
30 czerwca 1967 ogłoszono czwartą ciążę księżnej i spodziewane narodziny kolejnego potomka rodu Grimaldich w styczniu 1968. 20 lipca Grace trafiła do szpitala Royal Victoria Hospital w Montrealu i tego samego dnia poinformowano o poronieniu, którego doznała. Rodzina książęca przebywała wówczas w Kanadzie, aby wziąć udział w Monaco Day w ramach Expo. Po kilku dniach Kelly razem z córkami pojechała do swojego rodzinnego domu w Filadelfii, natomiast Rainier i Albert wypełniali pozostałe oficjalne obowiązki.
13 września 1982 roku Grace, podróżująca razem z księżniczką Stefanią, uległy wypadkowi samochodowemu w pobliżu granicy monakijsko-francuskiej. Następnego dnia, w wyniku odniesionych obrażeń, księżna zmarła.
Przez następne lata księcia Monako kojarzono z kilkoma kobietami.
W 1987 roku zasugerowano, że Rainier oświadczył się Irze von Furstenberg, swojej kuzynce w drugiej linii. Mieli oni wspólną prababkę, Marię, hrabinę Tolna, z brytyjskiego artystokratycznego rodu Hamiltonów. Rainier był jej prawnukiem z pierwszego małżeństwa, a Ira prawnuczką z drugiego.
W styczniu 1994 media poinformowały, że książę planuje poślubić starszą o dwa lata Hjordis Niven, wdowę po brytyjskim aktorze Davidzie Niven.
Jego córka, Karolina, od 1999 pozostaje w związku małżeńskim z Ernestem Augustem V, księciem Hanoweru i ma prawo do używania predykatu Jej Królewskiej Wysokości. Ma czworo dzieci: Andreę Casiraghiego (ur. 1984), Charlotte Casiraghi (ur. 1986), Pierre'a Casiraghiego (ur. 1987) i księżniczkę Aleksandrę z Hanoweru (ur. 1999) oraz siedmioro wnucząt.
Jego syn, Albert II, książę Monako, w 2011 roku poślubił Charlene Wittstock, z którą ma dwoje dzieci: Jakuba, markiza Baux (ur. 2014) i Gabrielę, hrabinę Carlades (ur. 2014). Ma również nieślubną córkę, Jaśminę Grimaldi (ur. 1992) i nieślubnego syna, Aleksandra Grimaldi-Coste (ur. 2003).
Najmłodsza córka, księżniczka Stefania, od 2004 roku jest rozwiedziona z Adansem Lopez Peres i ma troje dzieci: Ludwika Ducruet (ur. 1992), Paulinę Ducruet (ur. 1994) i Kamilę Gottlieb (ur. 1998).

## Choroba i śmierć
W ciągu ostatnich lat życia stan zdrowia księcia stopniowo się pogarszał.
W grudniu 1999 przeszedł operację serca. W maju 2002 był leczony z powodu od oskrzelowego zapalenia płuc. W grudniu 2003 był hospitalizowany z powodu grypy, opuścił szpital po pięciu dniach.
7 marca 2005 ponownie trafił do szpitala z rozpoznaniem infekcji płuc. 22 marca został przeniesiony na oddział intensywnej opieki medycznej. Lekarze poinformowali, że oddycha za pomocą respiratora, leczony jest też z powodu niewydolności nerek i serca. 27 marca ogłoszono, że stan władcy jest stabilny. W tym samym czasie oczy całego świata zwrócone były na Watykan, gdzie z chorobą zmagał się starszy o trzy lata od księcia Jan Paweł II. Papież przesłał księciu Rainierowi swoje błogosławieństwo.
30 marca Zgromadzenie Narodowe zdecydowało, że wskutek niemożności dalszego pełnienia funkcji przez księcia, jego obowiązki przejmuje książę Albert.
Wkrótce Pałac Książęcy podał następujący komunikat: Jego Książęca Mość Książę Rainier III zmarł w środę, 6 kwietnia 2005 roku o godzinie 6:35 o poranku w Monaco's Cardiothoracic Centre wskutek choroby oskrzeli i płuc, a także zaburzeń sercowych i nerkowych..
Śmierć księcia zbiegła się w czasie ze zgonem papieża Jana Pawła II (stało się to 2 kwietnia), dlatego wydarzenie zostało nieco przyćmione przez media. Nikt z członków monakijskiej rodziny książęcej nie mógł uczestniczyć w uroczystościach pogrzebowych w Watykanie, które odbywały się 8 kwietnia. Jako reprezentant pałacu obecny był minister stanu, Patrick Leclercq.
Pogrzeb księcia odbył się 15 kwietnia 2005 roku w Katedrze Świętego Mikołaja. Uczestniczyli w nim członkowie najbliższej rodziny - dzieci Karolina, Albert i Stefania, wnuki – Andrea, Charlotte i Pierre, siostra Antoinette, kuzyn Karl Lageferd, a także przedstawiciele europejskich rodzin królewskich: Sonja, królowa Norwegii, Jan Karol I, król Hiszpanii, książę Joachim z Danii, Wilhelm Aleksander, książę Oranii, Henryk, hrabia Paryża, Duarte, książę Braganca, Carl von Habsburg, Hamad, emir Kataru, Henryk i Maria, wielki książę i wielka księżna Luksemburga, książę Raszid z Maroka, Konstantyn II, król Grecji, Wiktor Emanuel, książę Neapolu, Emanuel Filibert, książę Wenecji i Piemontu, Karol XVI Gustaw, król Szwecji i Sylwia, królowa Szwecji, książę Aleksander i księżna Katarzyna z Jugosławii, Andrzej, książę Yorku, Albert II, król Belgów; obecny był również prezydent Francji Jacques Chirac z małżonką Bernadette.
Książę Rainier spoczął u boku swojej żony, księżnej Grace w katedrze św. Mikołaja w Monako. 

## Spuścizna
Jego imię noszą jego potomkowie: wnuk Pierre Rainier Stefano Casiraghi (ur. 1987), wnuk książę Jakub Honoriusz Rainier, markiz Baux (ur. 2014) i prawnuk Maksymilian Rainier Casiraghi (ur. 2018).
W dniu śmierci Rainier był najdłużej panującym europejskim władcą i drugim najdłużej panującym na świecie, po Ramie IX, królu Tajlandii.
Centralny kort tenisowy w Monte Carlo nazwany jest imieniem księcia.

## Odznaczenia

### Monako
- Wielki Mistrz Orderu św. Karola
- Wielki Mistrz Orderu Grimaldich
- Wielki Mistrz Orderu Korony

### Zagraniczne
- Krzyż Wielki Legii Honorowej (Francja)
- Kawaler Legii Honorowej (Francja)
- Krzyż Wojenny 1939–1945 ze srebrną gwiazdą (Francja)
- Krzyż Kombatanta-Ochotnika 1939–1945 (Francja)
- Medal Pamiątkowy Wojny 1939–1945 (Francja)
- Wielka Wstęga Orderu Leopolda (Belgia)
- Krzyż Wojenny 1940–1945 z palmą (Belgia)
- Wielki Krzyż Orderu Domowego Nassauskiego Lwa Złotego (dynastii Nassau)
- Brązowa Gwiazda) (Stany Zjednoczone)
- Medal Legionu Amerykańskiego (Stany Zjednoczone)
- Kawaler Orderu Królewskiego Serafinów (Szwecja)
- Krzyż Wielki Orderu Zbawiciela (Grecja)
- Krzyż Wielki Orderu Jerzego I (Grecja)
- Wielka Wstęga Orderu Zasługi Republiki Włoskiej (Włochy)
- Medal Zasługi (Liban)
- Krzyż Wielki Orderu Suwerennego Rycerskiego Zakonu Szpitalników Świętego Jana, z Jerozolimy, z Rodos i z Malty (Zakon Maltański)
- Order Pro Merito Melitensi (Zakon Maltański)
- Krzyż Wielki Orderu Jeździckiego św. Marcina
- Order Muhammada Alego I klasy (Egipt)
- Krzyż Wielki Orderu Gwiazdy Jerzego Czarnego (Królestwo Jugosławii)
- Krzyż Wielki Orderu św. Jakuba od Miecza (Portugalia)
- Krzyż Wielki Orderu Manuela Amadora Guerrero (Panama)
- Krzyż Wielki Orderu José Matíasa Delgado (Salwador)
- Kawaler Orderu Złotej Ostrogi (Watykan)
- Złoty Order Olimpijski
- Medal Fédération Internationale de l’Automobile
- Krzyż Wielki Orderu Andrew H. Kowalskiego
- i inne

## Genealogia

### Przodkowie
|  |                                            |  |  |  |  |  |  |  |  |  |  |  |  |  |  |  |
|  | Camille, hrabia Polignac (1781–1855)       |  |  |  |  |  |  |  |  |  |  |  |  |  |  |  |
|  |                                            |  |  |  |  |  |  |  |  |  |  |  |  |  |  |  |
|  |                                            |  |  |  |  |  |  |  |  |  |  |  |  |  |  |  |
|  | Charles, hrabia Polignac (1824–1881)       |  |  |  |  |  |  |  |  |  |  |  |  |  |  |  |
|  |                                            |  |  |  |  |  |  |  |  |  |  |  |  |  |  |  |
|  |                                            |  |  |  |  |  |  |  |  |  |  |  |  |  |  |  |
|  | Marie, hrabina Polignac (1791–1861)        |  |  |  |  |  |  |  |  |  |  |  |  |  |  |  |
|  |                                            |  |  |  |  |  |  |  |  |  |  |  |  |  |  |  |
|  |                                            |  |  |  |  |  |  |  |  |  |  |  |  |  |  |  |
|  | Maxence, hrabia Polignac (1857–1936)       |  |  |  |  |  |  |  |  |  |  |  |  |  |  |  |
|  |                                            |  |  |  |  |  |  |  |  |  |  |  |  |  |  |  |
|  |                                            |  |  |  |  |  |  |  |  |  |  |  |  |  |  |  |
|  | Joseph de Morando                          |  |  |  |  |  |  |  |  |  |  |  |  |  |  |  |
|  |                                            |  |  |  |  |  |  |  |  |  |  |  |  |  |  |  |
|  |                                            |  |  |  |  |  |  |  |  |  |  |  |  |  |  |  |
|  | Caroline, hrabina Polignac (1824–1883)     |  |  |  |  |  |  |  |  |  |  |  |  |  |  |  |
|  |                                            |  |  |  |  |  |  |  |  |  |  |  |  |  |  |  |
|  |                                            |  |  |  |  |  |  |  |  |  |  |  |  |  |  |  |
|  | Anne de Morando                            |  |  |  |  |  |  |  |  |  |  |  |  |  |  |  |
|  |                                            |  |  |  |  |  |  |  |  |  |  |  |  |  |  |  |
|  |                                            |  |  |  |  |  |  |  |  |  |  |  |  |  |  |  |
|  | Pierre, książę Valentinois (1895–1964)     |  |  |  |  |  |  |  |  |  |  |  |  |  |  |  |
|  |                                            |  |  |  |  |  |  |  |  |  |  |  |  |  |  |  |
|  |                                            |  |  |  |  |  |  |  |  |  |  |  |  |  |  |  |
|  | Isidoro de la Torre                        |  |  |  |  |  |  |  |  |  |  |  |  |  |  |  |
|  |                                            |  |  |  |  |  |  |  |  |  |  |  |  |  |  |  |
|  |                                            |  |  |  |  |  |  |  |  |  |  |  |  |  |  |  |
|  | Isidoro de la Torre (1816–1881)            |  |  |  |  |  |  |  |  |  |  |  |  |  |  |  |
|  |                                            |  |  |  |  |  |  |  |  |  |  |  |  |  |  |  |
|  |                                            |  |  |  |  |  |  |  |  |  |  |  |  |  |  |  |
|  | Teresa Carsi                               |  |  |  |  |  |  |  |  |  |  |  |  |  |  |  |
|  |                                            |  |  |  |  |  |  |  |  |  |  |  |  |  |  |  |
|  |                                            |  |  |  |  |  |  |  |  |  |  |  |  |  |  |  |
|  | Susana, hrabina Polignac (1858–1913)       |  |  |  |  |  |  |  |  |  |  |  |  |  |  |  |
|  |                                            |  |  |  |  |  |  |  |  |  |  |  |  |  |  |  |
|  |                                            |  |  |  |  |  |  |  |  |  |  |  |  |  |  |  |
|  | Gregorio de Mier                           |  |  |  |  |  |  |  |  |  |  |  |  |  |  |  |
|  |                                            |  |  |  |  |  |  |  |  |  |  |  |  |  |  |  |
|  |                                            |  |  |  |  |  |  |  |  |  |  |  |  |  |  |  |
|  | Maria de Mier (1830–?)                     |  |  |  |  |  |  |  |  |  |  |  |  |  |  |  |
|  |                                            |  |  |  |  |  |  |  |  |  |  |  |  |  |  |  |
|  |                                            |  |  |  |  |  |  |  |  |  |  |  |  |  |  |  |
|  | Mariana de Celis                           |  |  |  |  |  |  |  |  |  |  |  |  |  |  |  |
|  |                                            |  |  |  |  |  |  |  |  |  |  |  |  |  |  |  |
|  |                                            |  |  |  |  |  |  |  |  |  |  |  |  |  |  |  |
|  | Rainier III, książę Monako (1923–2005)     |  |  |  |  |  |  |  |  |  |  |  |  |  |  |  |
|  |                                            |  |  |  |  |  |  |  |  |  |  |  |  |  |  |  |
|  |                                            |  |  |  |  |  |  |  |  |  |  |  |  |  |  |  |
|  | Karol III, książę Monako (1818–1889)       |  |  |  |  |  |  |  |  |  |  |  |  |  |  |  |
|  |                                            |  |  |  |  |  |  |  |  |  |  |  |  |  |  |  |
|  |                                            |  |  |  |  |  |  |  |  |  |  |  |  |  |  |  |
|  | Albert I, książę Monako (1848–1922)        |  |  |  |  |  |  |  |  |  |  |  |  |  |  |  |
|  |                                            |  |  |  |  |  |  |  |  |  |  |  |  |  |  |  |
|  |                                            |  |  |  |  |  |  |  |  |  |  |  |  |  |  |  |
|  | Antoinette, księżna Monako (1828–1864)     |  |  |  |  |  |  |  |  |  |  |  |  |  |  |  |
|  |                                            |  |  |  |  |  |  |  |  |  |  |  |  |  |  |  |
|  |                                            |  |  |  |  |  |  |  |  |  |  |  |  |  |  |  |
|  | Ludwik II, książę Monako (1870–1949)       |  |  |  |  |  |  |  |  |  |  |  |  |  |  |  |
|  |                                            |  |  |  |  |  |  |  |  |  |  |  |  |  |  |  |
|  |                                            |  |  |  |  |  |  |  |  |  |  |  |  |  |  |  |
|  | William, 11. książę Hamilton (1811–1863)   |  |  |  |  |  |  |  |  |  |  |  |  |  |  |  |
|  |                                            |  |  |  |  |  |  |  |  |  |  |  |  |  |  |  |
|  |                                            |  |  |  |  |  |  |  |  |  |  |  |  |  |  |  |
|  | Maria, hrabina Tolna (1850–1922)           |  |  |  |  |  |  |  |  |  |  |  |  |  |  |  |
|  |                                            |  |  |  |  |  |  |  |  |  |  |  |  |  |  |  |
|  |                                            |  |  |  |  |  |  |  |  |  |  |  |  |  |  |  |
|  | Maria, księżna Hamilton (1817–1888)        |  |  |  |  |  |  |  |  |  |  |  |  |  |  |  |
|  |                                            |  |  |  |  |  |  |  |  |  |  |  |  |  |  |  |
|  |                                            |  |  |  |  |  |  |  |  |  |  |  |  |  |  |  |
|  | Charlotte, księżna Valentinois (1898–1977) |  |  |  |  |  |  |  |  |  |  |  |  |  |  |  |
|  |                                            |  |  |  |  |  |  |  |  |  |  |  |  |  |  |  |
|  |                                            |  |  |  |  |  |  |  |  |  |  |  |  |  |  |  |
|  | Jacques Louvet (1793–1872)                 |  |  |  |  |  |  |  |  |  |  |  |  |  |  |  |
|  |                                            |  |  |  |  |  |  |  |  |  |  |  |  |  |  |  |
|  |                                            |  |  |  |  |  |  |  |  |  |  |  |  |  |  |  |
|  | Jacques Louvet (1830–1910)                 |  |  |  |  |  |  |  |  |  |  |  |  |  |  |  |
|  |                                            |  |  |  |  |  |  |  |  |  |  |  |  |  |  |  |
|  |                                            |  |  |  |  |  |  |  |  |  |  |  |  |  |  |  |
|  | Marie Louvet (1802–1889)                   |  |  |  |  |  |  |  |  |  |  |  |  |  |  |  |
|  |                                            |  |  |  |  |  |  |  |  |  |  |  |  |  |  |  |
|  |                                            |  |  |  |  |  |  |  |  |  |  |  |  |  |  |  |
|  | Maria Louvet (1867–1930)                   |  |  |  |  |  |  |  |  |  |  |  |  |  |  |  |
|  |                                            |  |  |  |  |  |  |  |  |  |  |  |  |  |  |  |
|  |                                            |  |  |  |  |  |  |  |  |  |  |  |  |  |  |  |
|  | Pierre Piedefer (1798–1875)                |  |  |  |  |  |  |  |  |  |  |  |  |  |  |  |
|  |                                            |  |  |  |  |  |  |  |  |  |  |  |  |  |  |  |
|  |                                            |  |  |  |  |  |  |  |  |  |  |  |  |  |  |  |
|  | Josephine Louvet (1828–1871)               |  |  |  |  |  |  |  |  |  |  |  |  |  |  |  |
|  |                                            |  |  |  |  |  |  |  |  |  |  |  |  |  |  |  |
|  |                                            |  |  |  |  |  |  |  |  |  |  |  |  |  |  |  |
|  | Marie-Anne Piedefer (1793–1850)            |  |  |  |  |  |  |  |  |  |  |  |  |  |  |  |
|  |                                            |  |  |  |  |  |  |  |  |  |  |  |  |  |  |  |
|  |                                            |  |  |  |  |  |  |  |  |  |  |  |  |  |  |  |

### Rodzina książęca
| Pierwsze pokolenie                                                                                              | Drugie pokolenie                                | Trzecie pokolenie                            | Czwarte pokolenie                      | Piąte pokolenie                   |
| Pierre, książę Valentinois (ur 1895, zm. 1964) Charlotte, księżna Valentinois (ur. 1898, zm. 1977) (potomkowie) | Antoinette, baronowa Massy (ur. 1920, zm. 2011) | Elisabeth de Massy (ur. 1947, zm. 2020)      | Jean Taubert Natta (ur. 1974)          | Melchior Taubert Natta (ur. 2009) |
| Pierre, książę Valentinois (ur 1895, zm. 1964) Charlotte, księżna Valentinois (ur. 1898, zm. 1977) (potomkowie) | Antoinette, baronowa Massy (ur. 1920, zm. 2011) | Elisabeth de Massy (ur. 1947, zm. 2020)      | Melanie-Antoinette de Massy (ur. 1985) |                                   |
| Pierre, książę Valentinois (ur 1895, zm. 1964) Charlotte, księżna Valentinois (ur. 1898, zm. 1977) (potomkowie) | Antoinette, baronowa Massy (ur. 1920, zm. 2011) | Christan de Massy (ur. 1949)                 | Leticia de Massy (ur. 1971)            | Rose de Brouwer (ur. 2008)        |
| Pierre, książę Valentinois (ur 1895, zm. 1964) Charlotte, księżna Valentinois (ur. 1898, zm. 1977) (potomkowie) | Antoinette, baronowa Massy (ur. 1920, zm. 2011) | Christan de Massy (ur. 1949)                 | Leticia de Massy (ur. 1971)            | Sylvestre de Brouwer (ur. 2008)   |
| Pierre, książę Valentinois (ur 1895, zm. 1964) Charlotte, księżna Valentinois (ur. 1898, zm. 1977) (potomkowie) | Antoinette, baronowa Massy (ur. 1920, zm. 2011) | Christan de Massy (ur. 1949)                 | Brice de Massy (ur. 1987)              |                                   |
| Pierre, książę Valentinois (ur 1895, zm. 1964) Charlotte, księżna Valentinois (ur. 1898, zm. 1977) (potomkowie) | Antoinette, baronowa Massy (ur. 1920, zm. 2011) | Christan de Massy (ur. 1949)                 | Antoine de Massy (ur. 1997)            |                                   |
| Pierre, książę Valentinois (ur 1895, zm. 1964) Charlotte, księżna Valentinois (ur. 1898, zm. 1977) (potomkowie) | Antoinette, baronowa Massy (ur. 1920, zm. 2011) | Christine-Alix de Massy (ur. 1951, zm. 1989) | Sebastian Knecht de Massy (ur. 1972)   | Christine Knecht (ur. 2000)       |
| Pierre, książę Valentinois (ur 1895, zm. 1964) Charlotte, księżna Valentinois (ur. 1898, zm. 1977) (potomkowie) | Antoinette, baronowa Massy (ur. 1920, zm. 2011) | Christine-Alix de Massy (ur. 1951, zm. 1989) | Sebastian Knecht de Massy (ur. 1972)   | Alexia Knecht (ur. 2001)          |
| Pierre, książę Valentinois (ur 1895, zm. 1964) Charlotte, księżna Valentinois (ur. 1898, zm. 1977) (potomkowie) | Antoinette, baronowa Massy (ur. 1920, zm. 2011) | Christine-Alix de Massy (ur. 1951, zm. 1989) | Sebastian Knecht de Massy (ur. 1972)   | Vittoria Knecht (ur. 2007)        |
| Pierre, książę Valentinois (ur 1895, zm. 1964) Charlotte, księżna Valentinois (ur. 1898, zm. 1977) (potomkowie) | Antoinette, baronowa Massy (ur. 1920, zm. 2011) | Christine-Alix de Massy (ur. 1951, zm. 1989) | Sebastian Knecht de Massy (ur. 1972)   | Andrea Knecht (ur. 2008)          |
| Pierre, książę Valentinois (ur 1895, zm. 1964) Charlotte, księżna Valentinois (ur. 1898, zm. 1977) (potomkowie) | Rainier III, książę Monako (ur. 1923, zm. 2005) | Caroline, księżna Hanoweru (ur. 1957)        | Andrea Casiraghi (ur. 1984)            | Alexandre Casiraghi (ur. 2013)    |
| Pierre, książę Valentinois (ur 1895, zm. 1964) Charlotte, księżna Valentinois (ur. 1898, zm. 1977) (potomkowie) | Rainier III, książę Monako (ur. 1923, zm. 2005) | Caroline, księżna Hanoweru (ur. 1957)        | Andrea Casiraghi (ur. 1984)            | India Casiraghi (ur. 2015)        |
| Pierre, książę Valentinois (ur 1895, zm. 1964) Charlotte, księżna Valentinois (ur. 1898, zm. 1977) (potomkowie) | Rainier III, książę Monako (ur. 1923, zm. 2005) | Caroline, księżna Hanoweru (ur. 1957)        | Andrea Casiraghi (ur. 1984)            | Maximilian Casiraghi (ur. 2018)   |
| Pierre, książę Valentinois (ur 1895, zm. 1964) Charlotte, księżna Valentinois (ur. 1898, zm. 1977) (potomkowie) | Rainier III, książę Monako (ur. 1923, zm. 2005) | Caroline, księżna Hanoweru (ur. 1957)        | Charlotte Casiraghi (ur. 1986)         | Raphael Elmaleh (ur. 2013)        |
| Pierre, książę Valentinois (ur 1895, zm. 1964) Charlotte, księżna Valentinois (ur. 1898, zm. 1977) (potomkowie) | Rainier III, książę Monako (ur. 1923, zm. 2005) | Caroline, księżna Hanoweru (ur. 1957)        | Charlotte Casiraghi (ur. 1986)         | Balthasar Rassam (ur. 2018)       |
| Pierre, książę Valentinois (ur 1895, zm. 1964) Charlotte, księżna Valentinois (ur. 1898, zm. 1977) (potomkowie) | Rainier III, książę Monako (ur. 1923, zm. 2005) | Caroline, księżna Hanoweru (ur. 1957)        | Pierre Casiraghi (ur. 1987)            | Stefano Casiraghi (ur. 2017)      |
| Pierre, książę Valentinois (ur 1895, zm. 1964) Charlotte, księżna Valentinois (ur. 1898, zm. 1977) (potomkowie) | Rainier III, książę Monako (ur. 1923, zm. 2005) | Caroline, księżna Hanoweru (ur. 1957)        | Pierre Casiraghi (ur. 1987)            | Franceso Casiraghi (ur. 2018)     |
| Pierre, książę Valentinois (ur 1895, zm. 1964) Charlotte, księżna Valentinois (ur. 1898, zm. 1977) (potomkowie) | Rainier III, książę Monako (ur. 1923, zm. 2005) | Caroline, księżna Hanoweru (ur. 1957)        | księżniczka Alexandra (ur. 1999)       |                                   |
| Pierre, książę Valentinois (ur 1895, zm. 1964) Charlotte, księżna Valentinois (ur. 1898, zm. 1977) (potomkowie) | Rainier III, książę Monako (ur. 1923, zm. 2005) | Albert II, książę Monako (ur. 1958)          | Jazmin Grimaldi (ur. 1992)             |                                   |
| Pierre, książę Valentinois (ur 1895, zm. 1964) Charlotte, księżna Valentinois (ur. 1898, zm. 1977) (potomkowie) | Rainier III, książę Monako (ur. 1923, zm. 2005) | Albert II, książę Monako (ur. 1958)          | Alexandre Grimaldi-Coste (ur. 2003)    |                                   |
| Pierre, książę Valentinois (ur 1895, zm. 1964) Charlotte, księżna Valentinois (ur. 1898, zm. 1977) (potomkowie) | Rainier III, książę Monako (ur. 1923, zm. 2005) | Albert II, książę Monako (ur. 1958)          | Gabriela, hrabina Carladès (ur. 2014)  |                                   |
| Pierre, książę Valentinois (ur 1895, zm. 1964) Charlotte, księżna Valentinois (ur. 1898, zm. 1977) (potomkowie) | Rainier III, książę Monako (ur. 1923, zm. 2005) | Albert II, książę Monako (ur. 1958)          | Jakub, markiz Baux (ur. 2014)          |                                   |
| Pierre, książę Valentinois (ur 1895, zm. 1964) Charlotte, księżna Valentinois (ur. 1898, zm. 1977) (potomkowie) | Rainier III, książę Monako (ur. 1923, zm. 2005) | księżniczka Stephanie (ur. 1965)             | Louis Ducruet (ur. 1992)               | Victoire Ducruet (ur. 2023)       |
| Pierre, książę Valentinois (ur 1895, zm. 1964) Charlotte, księżna Valentinois (ur. 1898, zm. 1977) (potomkowie) | Rainier III, książę Monako (ur. 1923, zm. 2005) | księżniczka Stephanie (ur. 1965)             | Pauline Ducruet (ur. 1994)             |                                   |
| Pierre, książę Valentinois (ur 1895, zm. 1964) Charlotte, księżna Valentinois (ur. 1898, zm. 1977) (potomkowie) | Rainier III, książę Monako (ur. 1923, zm. 2005) | księżniczka Stephanie (ur. 1965)             | Camille Gottlieb (ur. 1998)            |                                   |